# Copelatus laccophilinus
Copelatus laccophilinus är en skalbaggsart som beskrevs av Sharp 1882. Copelatus laccophilinus ingår i släktet Copelatus och familjen dykare. Inga underarter finns listade i Catalogue of Life.